# Europese kampioenschappen indooratletiek 2025 – Zevenkamp
De Zevenkamp op de Europese indoorkampioenschappen van 2025 vond plaats op 7 maart en 8 maart 2025 en het werd gehouden op de shorttrackbaan van Omnisport in Apeldoorn in Nederland. Het was de zesendertigste keer dat dit onderdeel op het programma stond.
De Noor Sander Skotheim won de Zevenkamp door 6558 punten bij elkaar te verdienen wat een nieuw Europeesrecord, Kampioenschapsrecord en de Wereldleiding betekende. Skotheim eigen Europeesrecord van een maand geleden werd weer verbroken. Zilver ging er naar de Zwitser Simon Ehammer met 6506 punten dat een nationaal record betekende. Het brons ging naar de Duitse Till Steinforth met 6388 punten dat ook een nationaal record betekende.

## Records
Voorafgaand aan het toernooi waren dit het Wereldrecord, Europees record, Kampioenschapsrecord en de Wereld-, Europese leiding.
| Wereldrecord         | Ashton Eaton    | 6645 | Istanbul | 10 maart 2012   |
| Europees record      | Sander Skotheim | 6484 | Tallinn  | 2 februari 2025 |
| WL                   | Sander Skotheim | 6484 | Tallinn  | 2 februari 2025 |
| EL                   | Sander Skotheim | 6484 | Tallinn  | 2 februari 2025 |
| Kampioenschapsrecord | Kevin Mayer     | 6479 | Belgrado | 5 maart 2017    |

## Resultaten
| Nr.    | Atleet                      | 60 m         | ver         | kogel        | hoog         | 60 m h      | polshoog     | 1000 m         | Punten     |
| ------ | --------------------------- | ------------ | ----------- | ------------ | ------------ | ----------- | ------------ | -------------- | ---------- |
| Goud   | Sander Skotheim Noorwegen   | 6,93 PR 907  | 7,95 1048   | 14,39 752    | 2,19 982     | 8,04 972    | 5,10 941     | 2.32,72 PR 956 | 6558 ER    |
| Zilver | Simon Ehammer Zwitserland   | 6,81 951     | 8,20 1112   | 15,15 799    | 1,98 785     | 7,68 1064   | 5,10 941     | 2.41,76 PR 854 | 6506 NR    |
| Brons  | Till Steinforth Duitsland   | 6,80 955     | 7,89 1033   | 14,95 PR 787 | 1,98 785     | 7,90 1007   | 5,00 910     | 2.36,69 PR 911 | 6388 NR    |
| 4      | Johannes Erm Estland        | 7,00 882     | 7,48 930    | 15,52 822    | 2,01 813     | 8,02 977    | 5,30 1004    | 2.33,09 PR 952 | 6380 NR    |
| 5      | Jente Hauttekeete België    | 6,93 =PR 907 | 7,30 886    | 14,98 788    | 2,07 868     | 7,95 PR 994 | 5,10 PR 941  | 2.39,82 PR 875 | 6259 =NR   |
| 6      | Vilém Stráský Tsjechië      | 6,83 PR 944  | 7,26 876    | 14,44 755    | 1,95 758     | 7,90 1007   | 4,90 880     | 2.33,95 PR 942 | 6162 PR    |
| 7      | Rasmus Roosleht Estland     | 6,98 889     | 7,27 878    | 16,33 872    | 1,98 785     | 8,12 PR 952 | 4,90 =PR 880 | 2.46,14 806    | 6062 PR    |
| 8      | Jeff Tesselaar Nederland    | 6,98 PR 889  | 7,56 PR 950 | 13,95 725    | 1,89 PR 705  | 8,11 PR 954 | 4,60 790     | 2.34,55 935    | 5948 PR    |
| 9      | Risto Lillemets Estland     | 7,02 875     | 6,80 767    | 14,82 779    | 1,92 731     | 8,08 962    | 5,00 910     | 2.37,83 PR 898 | 5922       |
| 10     | Tim Nowak Duitsland         | 7,28 785     | 6,98 809    | 14,89 783    | 2,01 813     | 8,24 922    | 4,90 880     | 2.35,77 PR 921 | 5913       |
| 11     | Marcel Meyer Duitsland      | 7,13 837     | 7,04 823    | 15,61 PR 827 | 1,89 705     | 8,03 974    | 4,70 819     | 2.37,92 PR 897 | 5882       |
| 12     | Edgaras Benkunskas Litouwen | 7,28 785     | 6,87 783    | 15,08 795    | 1,92 731     | 8,49 862    | 4,50 760     | 2.54,17 723    | 5439       |
| 13     | Luc Brewin Frankrijk        | 6,86 933     | 7,47 927    | 13,14 676    | 1,95 =PR 758 | DNS         | DNS          | DNS            | DNF (3294) |
| 14     | Téo Bastien Frankrijk       | 7,08 854     | 7,38 905    | 14,61 766    | 1,86 679     | DNF         | DNS          | DNS            | DNF (3204) |

o geldige poging | x ongeldige poging | - poging overgeslagen | NM Geen geldig resultaat | WR Wereldrecord | CR Kampioenschapsrecord | AR Continentaal record | NR Nationaalrecord | WL Wereldleiding | EL Europese leiding | SB Beste seizoenprestatie | =SB Evenaring beste seizoenprestatie | PB Persoonlijk record | =PB Evenaring persoonlijk record